# Bila Tserkva
Pour les articles homonymes, voir Bila Tserkva (oblast de Transcarpatie).
Bila Tserkva (en ukrainien : Біла Церква) est une ville de l'oblast de Kiev, en Ukraine, et le centre administratif du raïon de Bila Tserkva. Sa population s'élevait à 208 737 habitants en 2021.

## Géographie
Bila Tserkva est située sur la rivière Ros, un affluent de rive droite du fleuve Dniepr, à 78 km au sud-sud-ouest de Kiev.

## Histoire
La ville a été fondée en 1032 sous le nom de Iouriev par Iaroslav le Sage, dont le nom de baptême était Iouri. Le nom actuel de la ville est littéralement « église blanche » et se réfère probablement à la cathédrale de la Iouriev médiévale, qui était peinte en blanc. En 1363, Iouriev fut intégrée au Grand-duché de Lituanie et en 1569 à la république des Deux Nations (Pologne-Lituanie). Le droit de Magdebourg lui a été accordé en 1620 par Sigismond III de Pologne. Un traité de paix entre la république des Deux Nations et les rebelles cosaques ukrainiens conduits par Bogdan Khmelnitski y fut signé en 1651.
En 1774, le domaine de Biała Cerkiew — le nom polonais de Bila Tserkva — fut un don du roi polonais Stanislas Auguste Poniatowski à son confident polonais, le Hetman, Franciszek Ksawery Branicki (1730-1819). Son épouse, Alexandra von Engelhardt, l'administre avec efficacité. Son fils unique, Vladislav (1783-1843) en fut l'héritier, suivit brièvement par le fils aîné de celui-ci, Xavier Branicki (1816-1879), futur propriétaire de Montrésor en Touraine. Le domaine serait resté dans la Famille Branicki jusqu'en 1917. Après le troisième partage de la Pologne en 1795, Biała Cerkiew passa sous la souveraineté de l'Empire russe.
Au XIXe siècle, la ville était un important marché. Au cours de la période soviétique, la ville devint un grand centre industriel (construction de machines, industrie de la construction). Avant la révolution russe de 1917 et jusque dans les années 1930, il y avait à Bila Tserkva une importante communauté juive. Certains furent chassés par les Cosaques et la politique des tsars, d'autres par les purges staliniennes. Pendant la Seconde Guerre mondiale, la ville fut occupée par l'Allemagne nazie du 16 juillet 1941 au 4 janvier 1944. Les juifs qui étaient restés dans la ville furent exterminés pendant l'occupation ((en) massacre de Bila Tserkva). La ville fut libérée par le premier front ukrainien au cours de l'offensive Jitomir-Berditchev.

## Population
Recensements ou estimations de la population :
| 1897*  | 1904   | 1920   | 1923*  | 1926*  | 1939*  | 1959*  |
| ------ | ------ | ------ | ------ | ------ | ------ | ------ |
| 35 400 | 54 300 | 23 000 | 37 797 | 42 111 | 47 369 | 70 633 |

| 1970*   | 1979*   | 1989*   | 2001*   | 2012    | 2013    | 2014    |
| ------- | ------- | ------- | ------- | ------- | ------- | ------- |
| 108 545 | 151 318 | 196 878 | 200 131 | 210 551 | 210 919 | 211 205 |

| 2015    | 2016    | 2017    | 2018    | 2019    | 2020    | 2021    |
| ------- | ------- | ------- | ------- | ------- | ------- | ------- |
| 211 129 | 210 174 | 207 745 | 209 176 | 208 944 | 209 238 | 208 737 |

## Économie

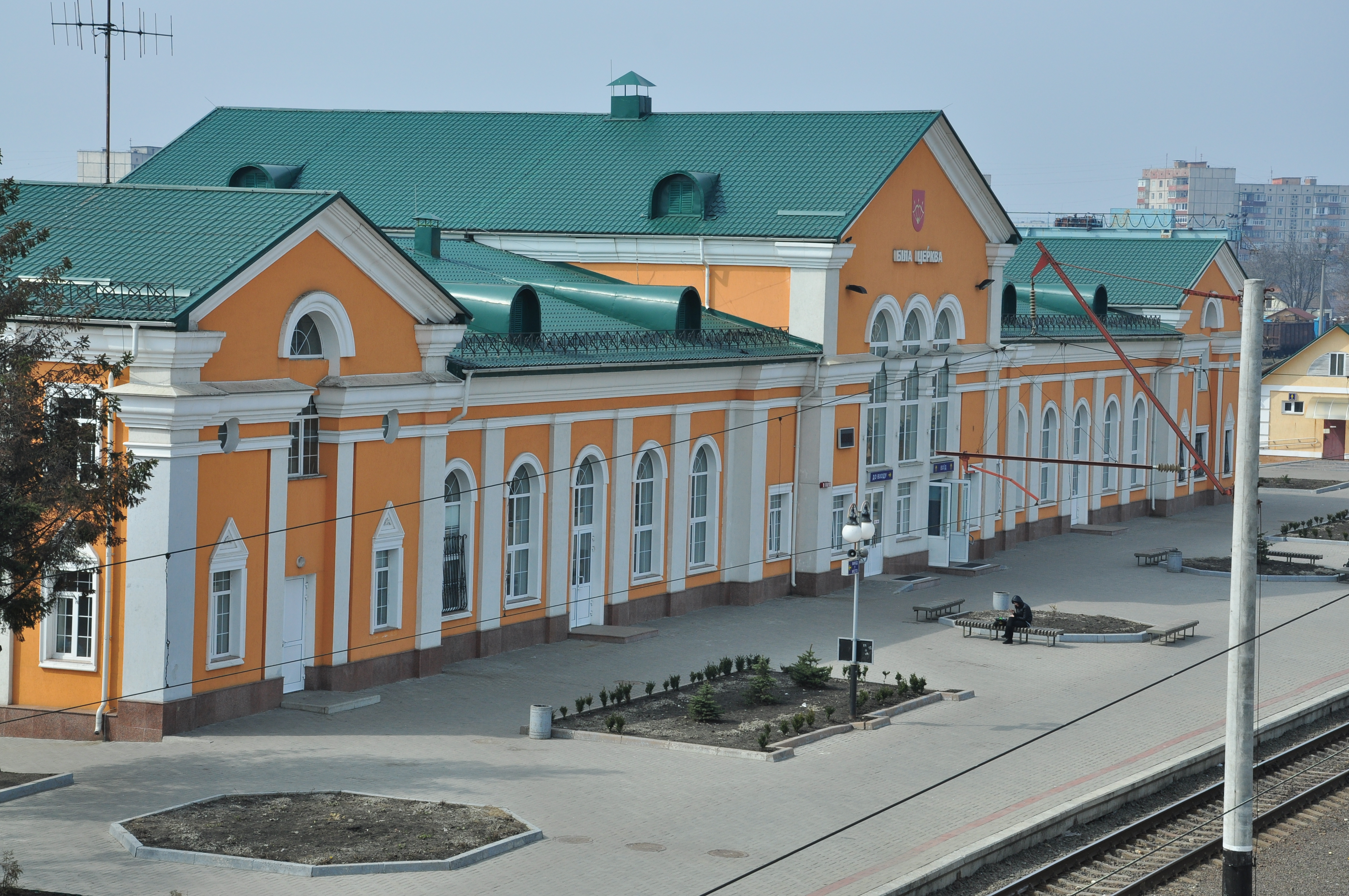
La gare de Bila Tserkva.

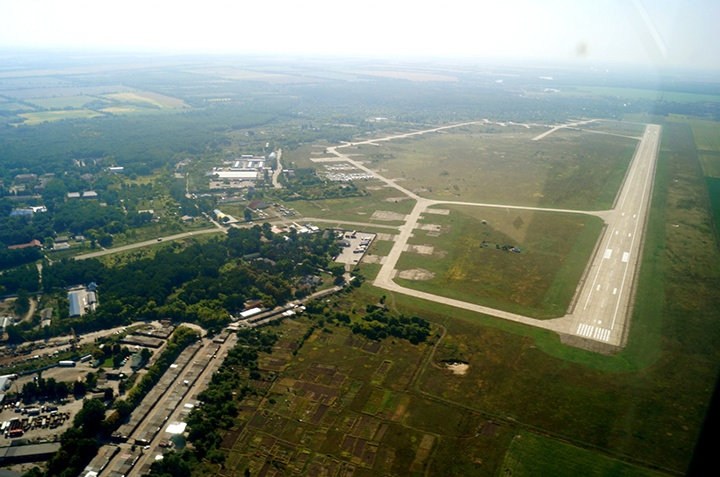
La base aérienne de Bila Tserkva.

La principale entreprise de la ville est l'usine de pneumatiques Rosava, mise en service en 1972 et qui employait 6 050 salariés en 2002.

## Personnalités
Personnalités nées à Bila Tserkva :
- David Bronstein (1924-2006), grand maître international d'échecs et écrivain.
- Iouri Linnik (1915-1972), mathématicien soviétique.
- Ivan Mazepa (vers 1639-1709), hetman des Cosaques.
- Alexander Medved (1937-2024), lutteur biélorusse.
- Lioudmila Pavlitchenko (1916-1974), tireur d'élite soviétique pendant la Seconde Guerre mondiale.
- Shmuel Yerushalmi (°1972), poète protestataire israélien et militant politique.
- Yossele Rosenblatt (1882-1933), chantre juif (hazzan).
- Róża Czacka, (1876-1961), bienheureuse et bienfaitrice.

## Patrimoine

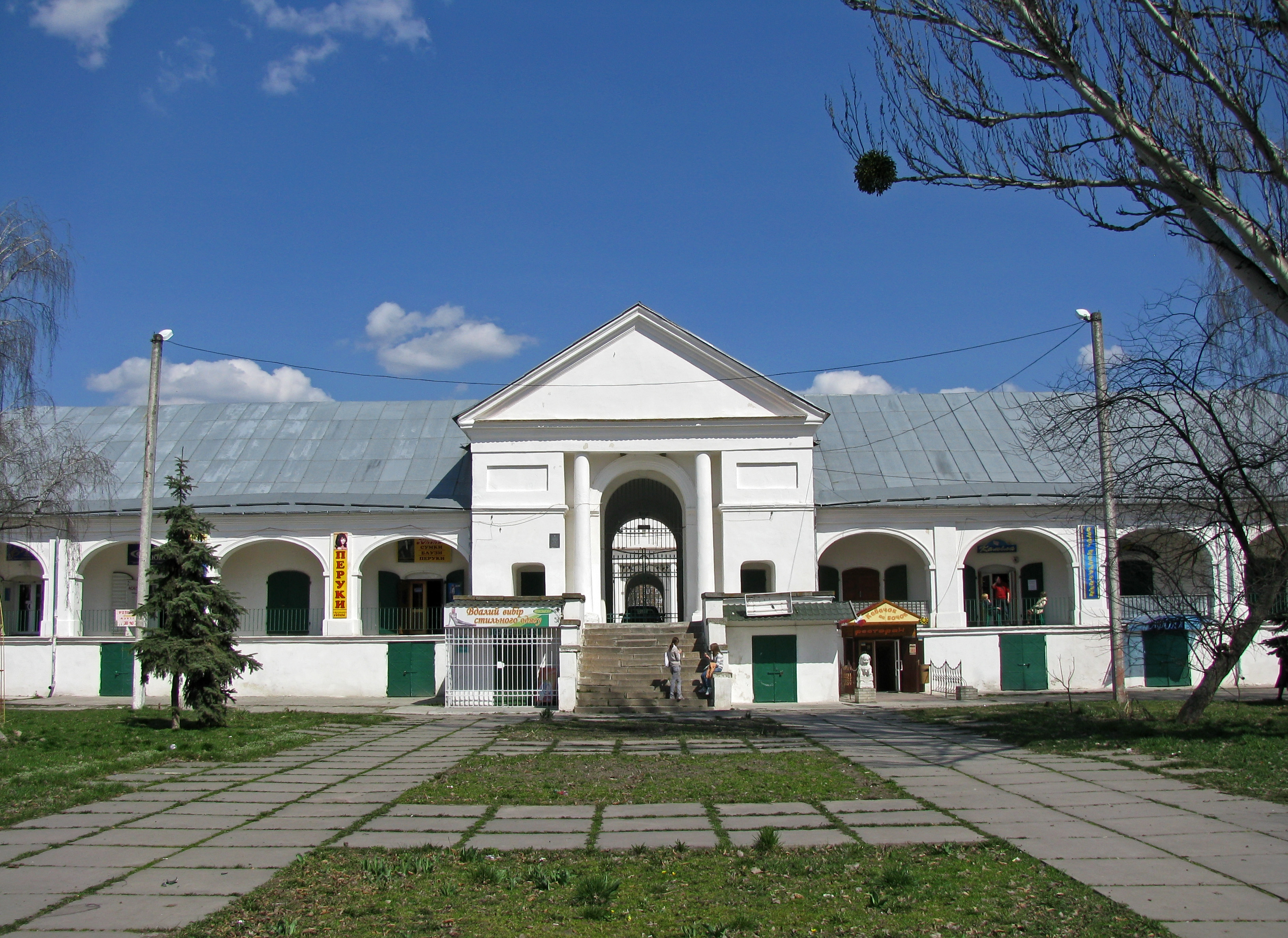
GROUM, centre commercial classé[4] de 1809.
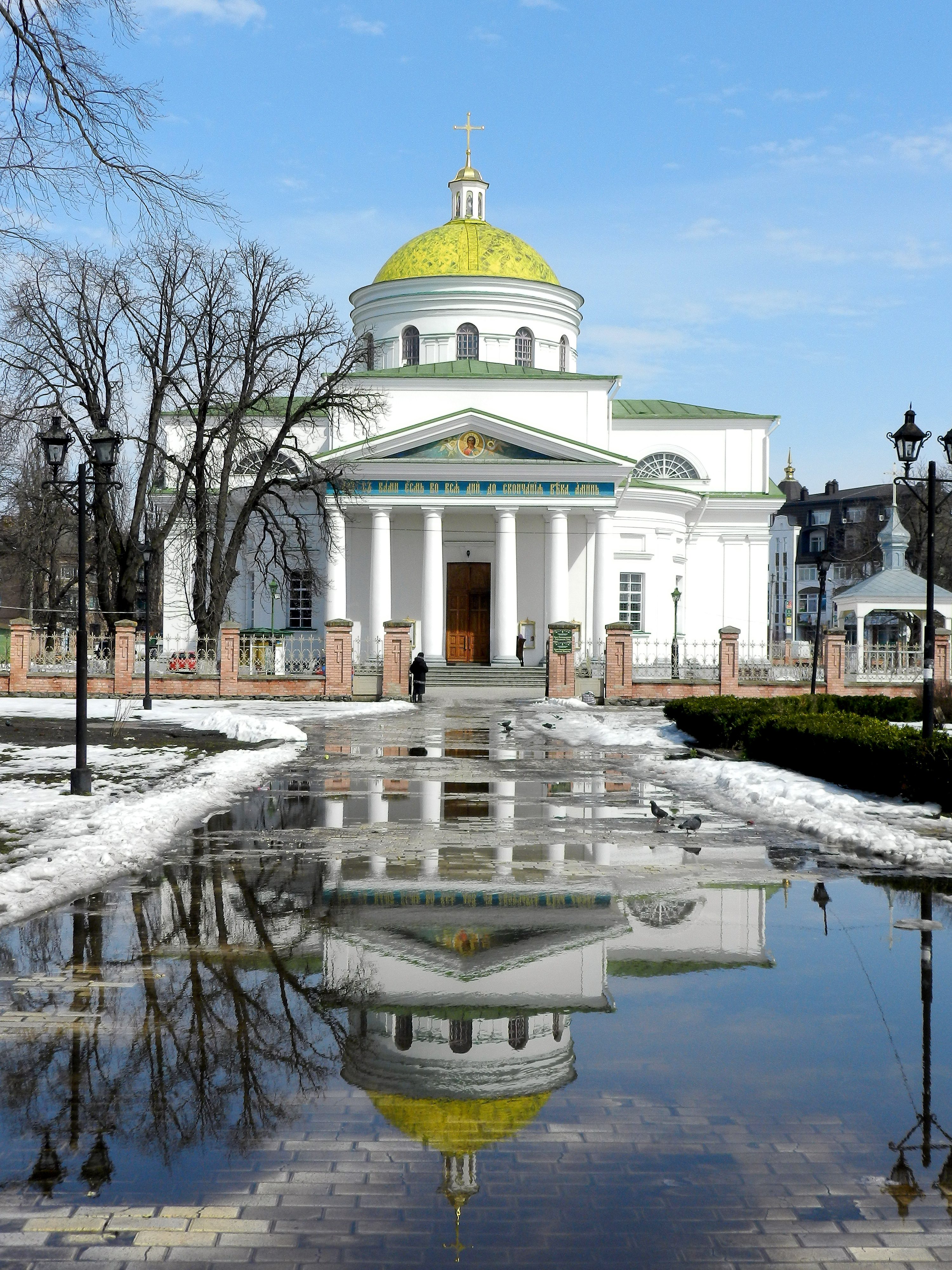
Cathédrale de la Transfiguration classée[5].
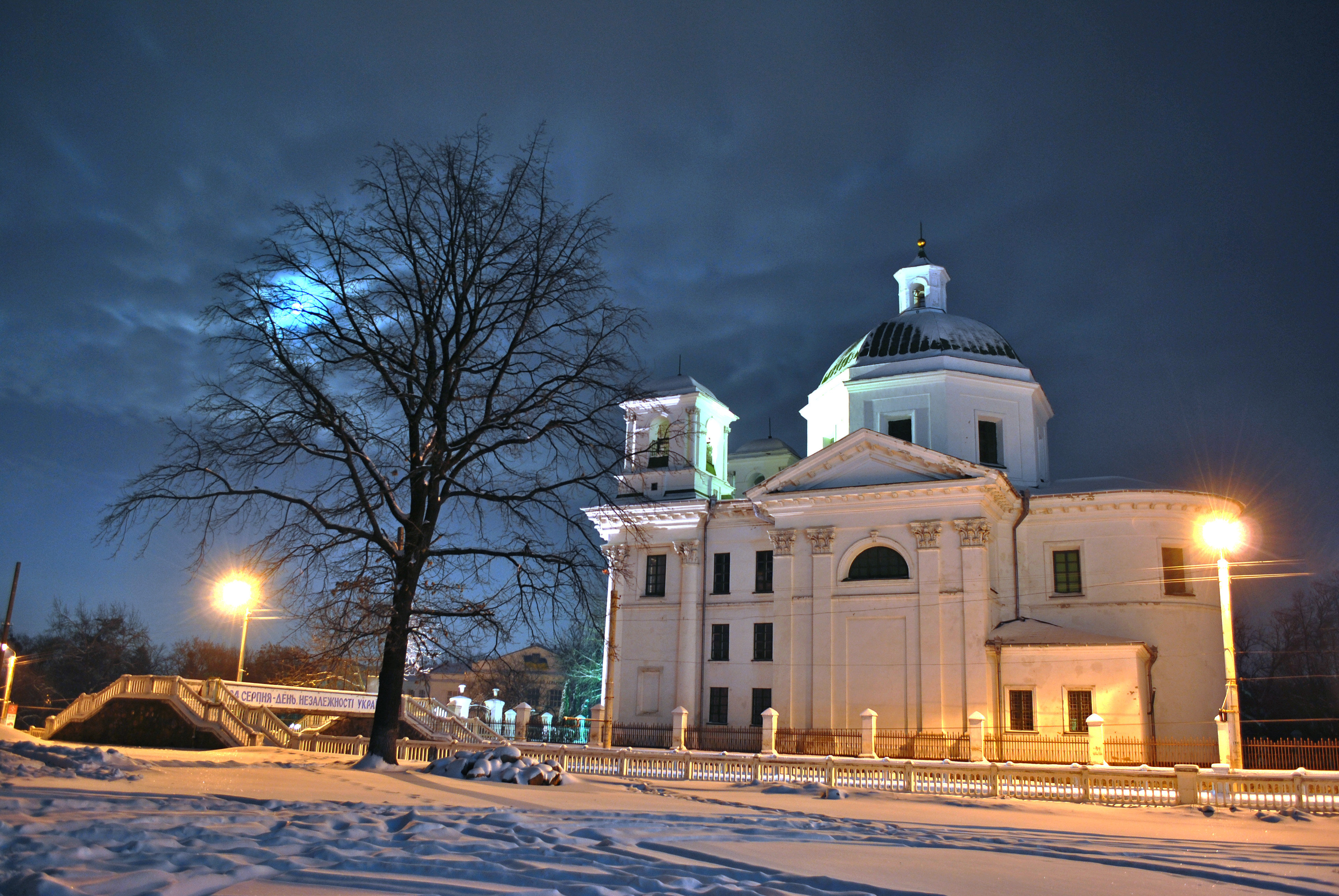
Église Saint-Jean-Baptiste classée[6].
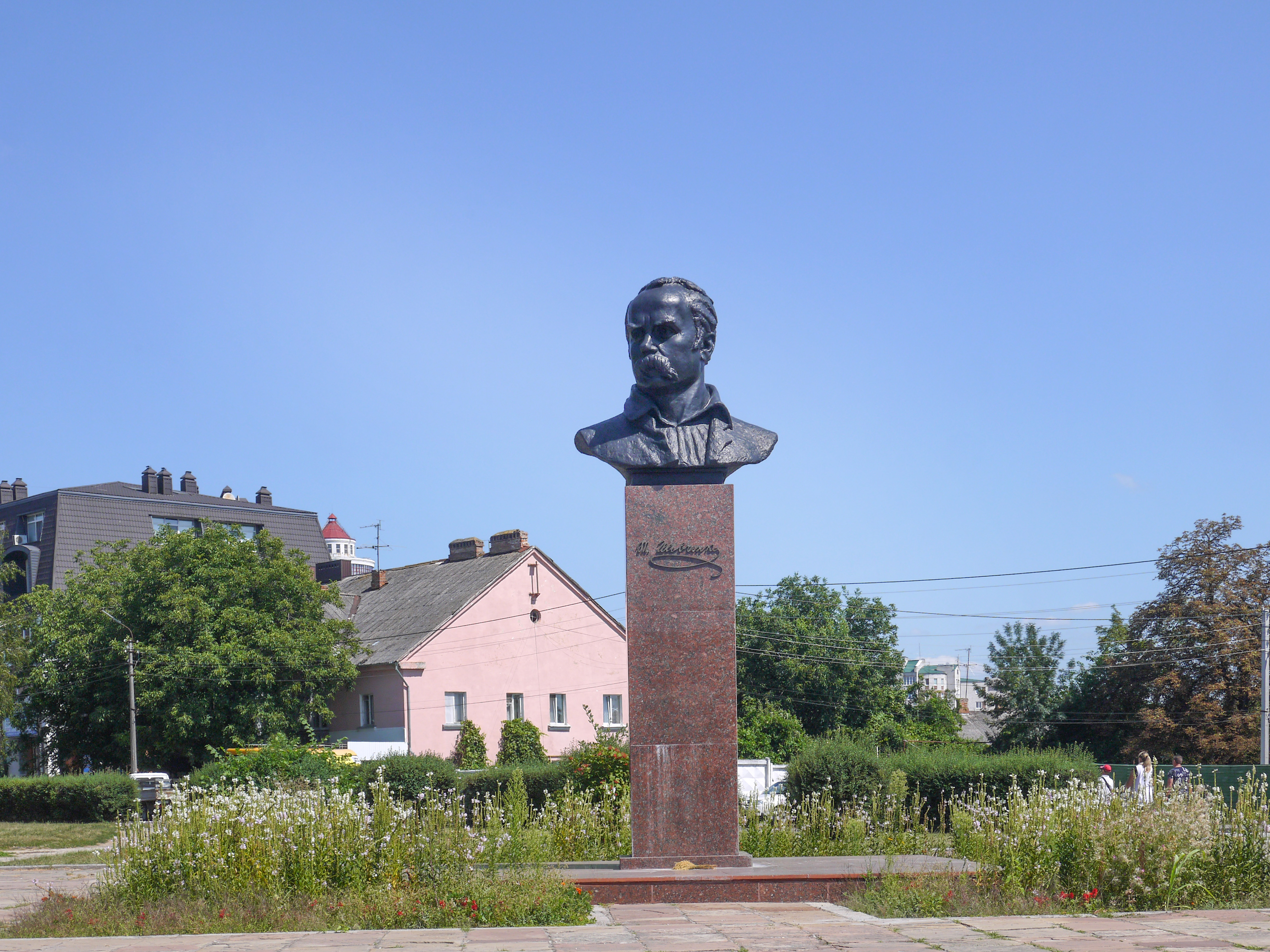
Buste de Taras Chevtchenko classé[7].
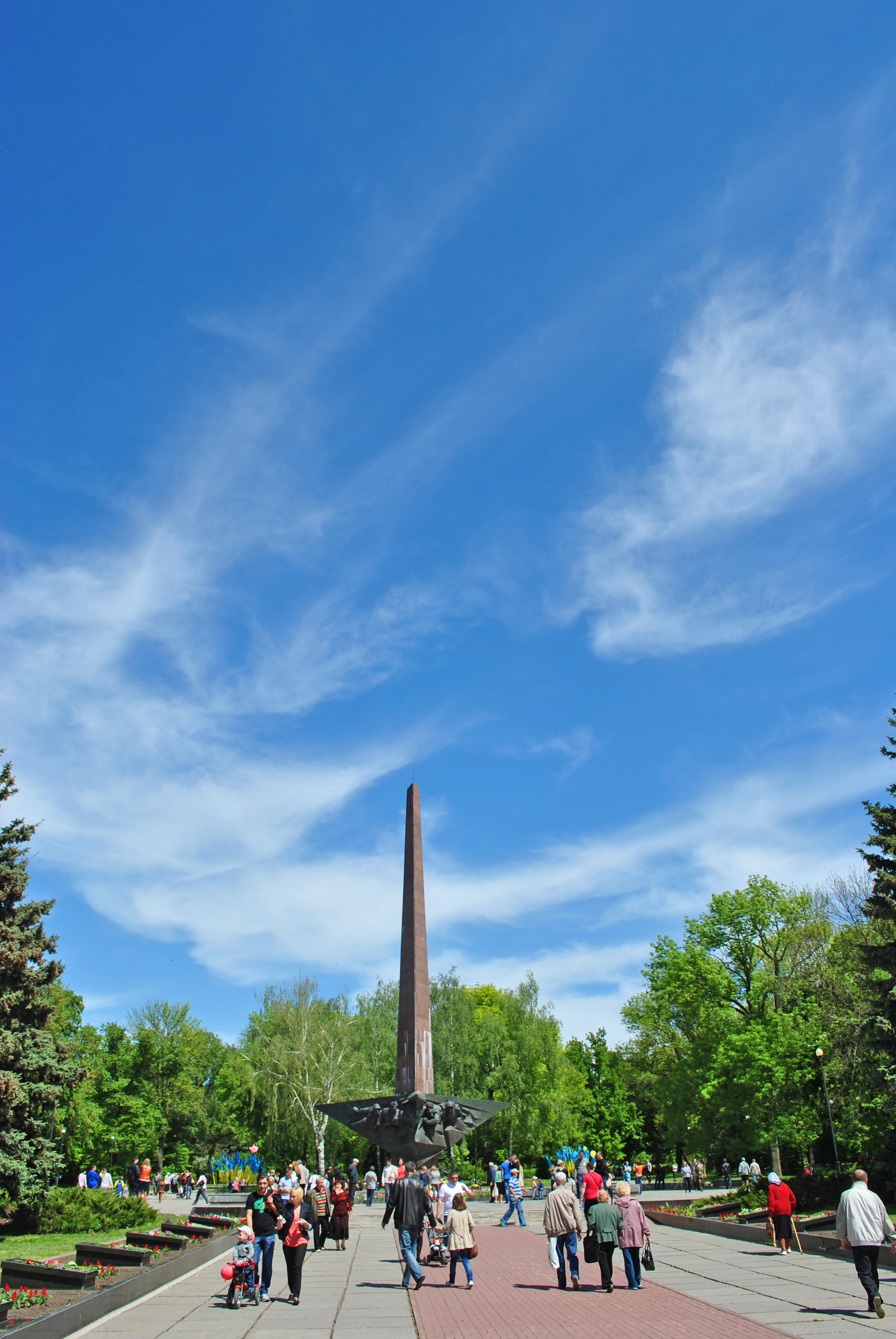
Parc de la Gloire classé[8].
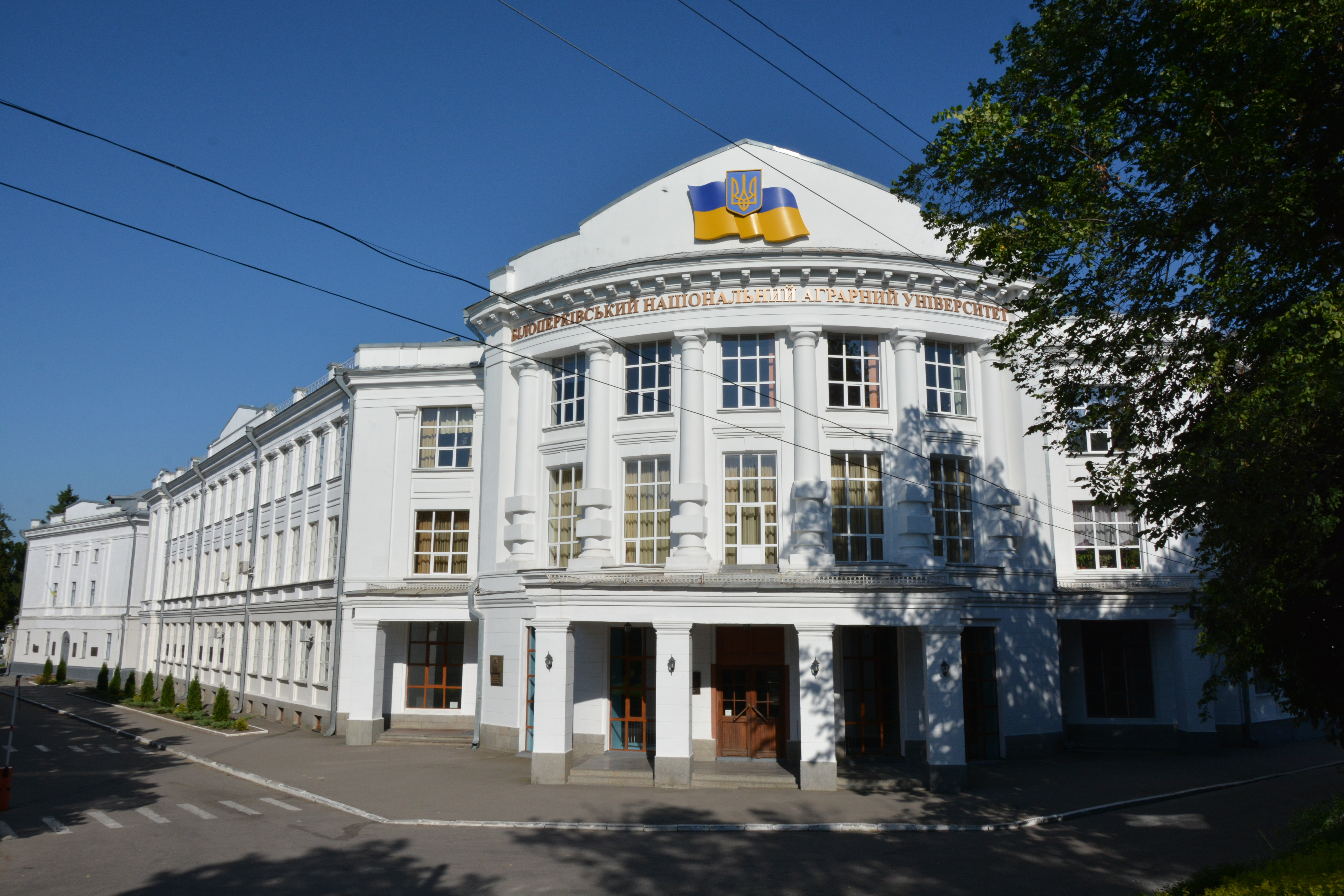
Université agraire classée[9].
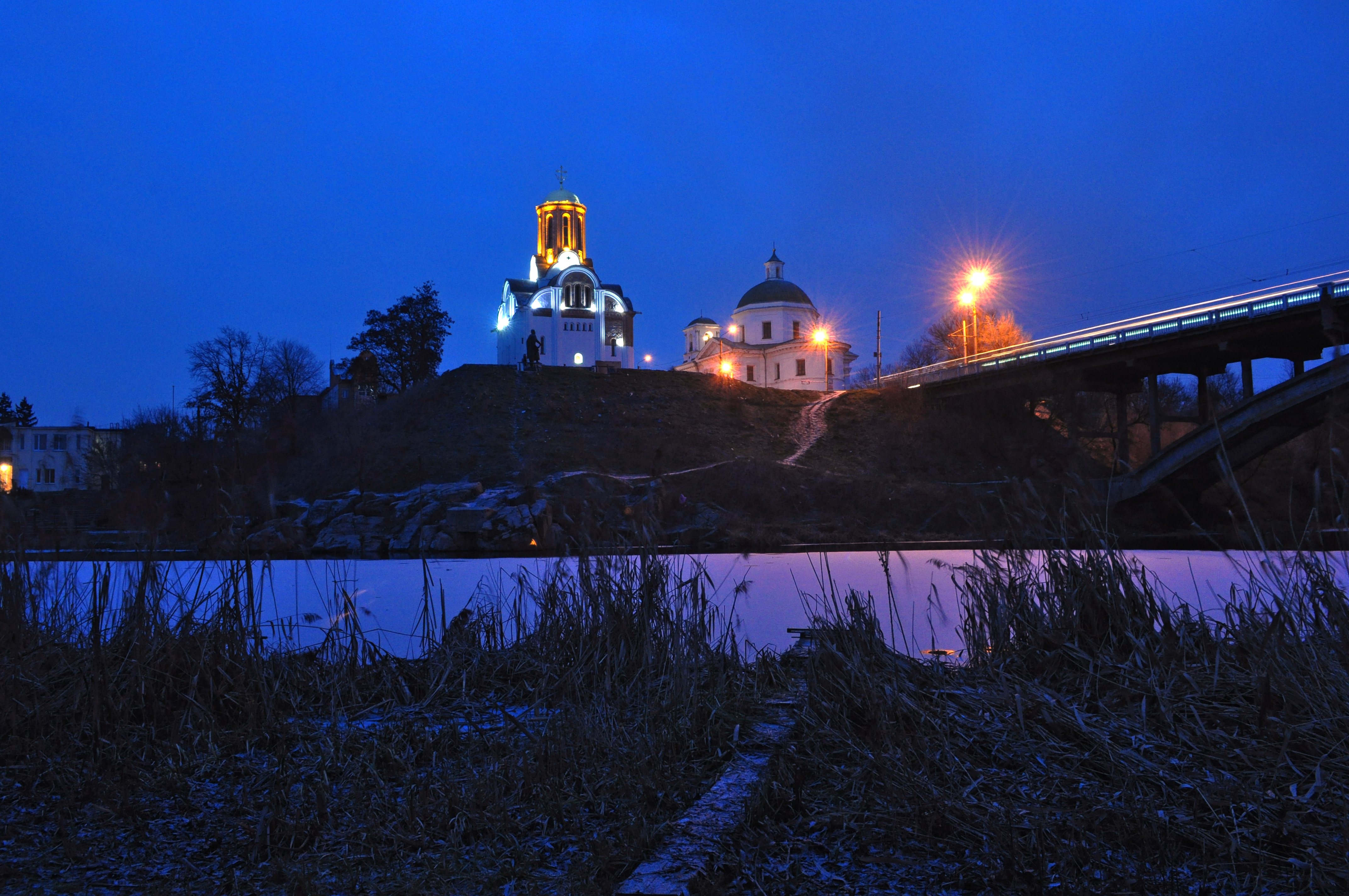
Colline historique avec l'église Saint-Georges classée[10], l'église Saint-Jean-Baptiste et la statue de Iaroslav le Sage.
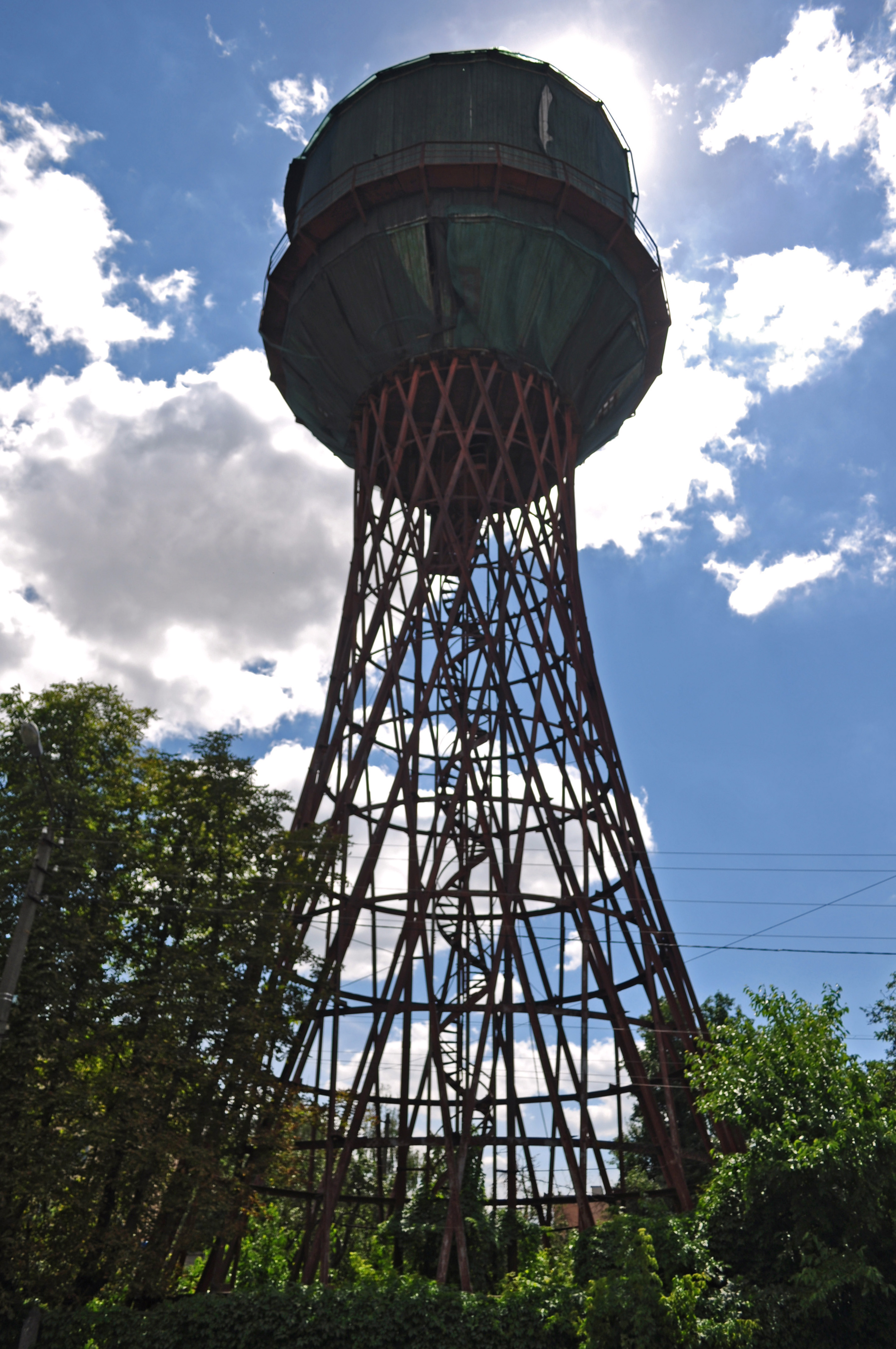
Château d'eau classé[11].
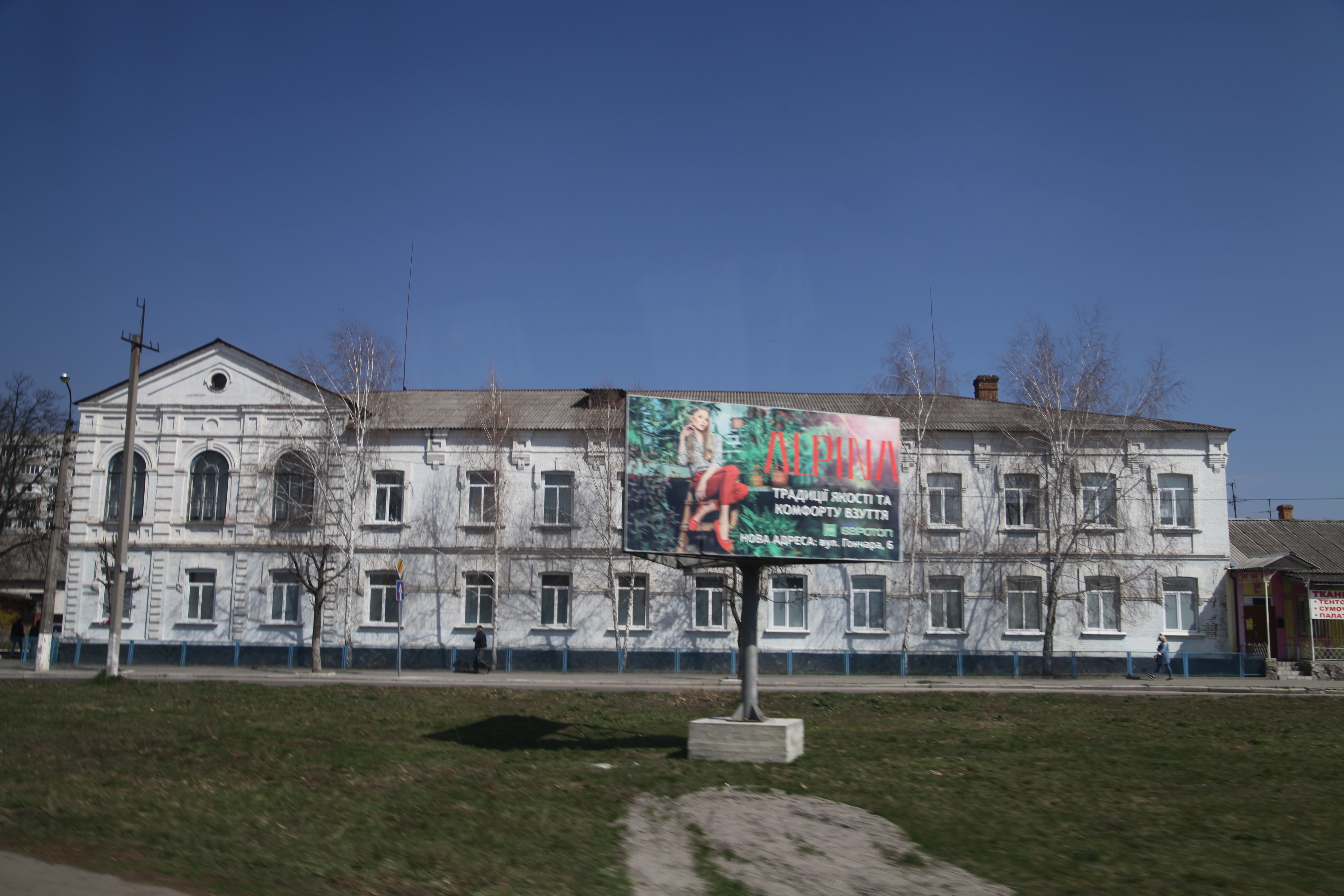
Ancienne école juive, maison des artistes classée[12].
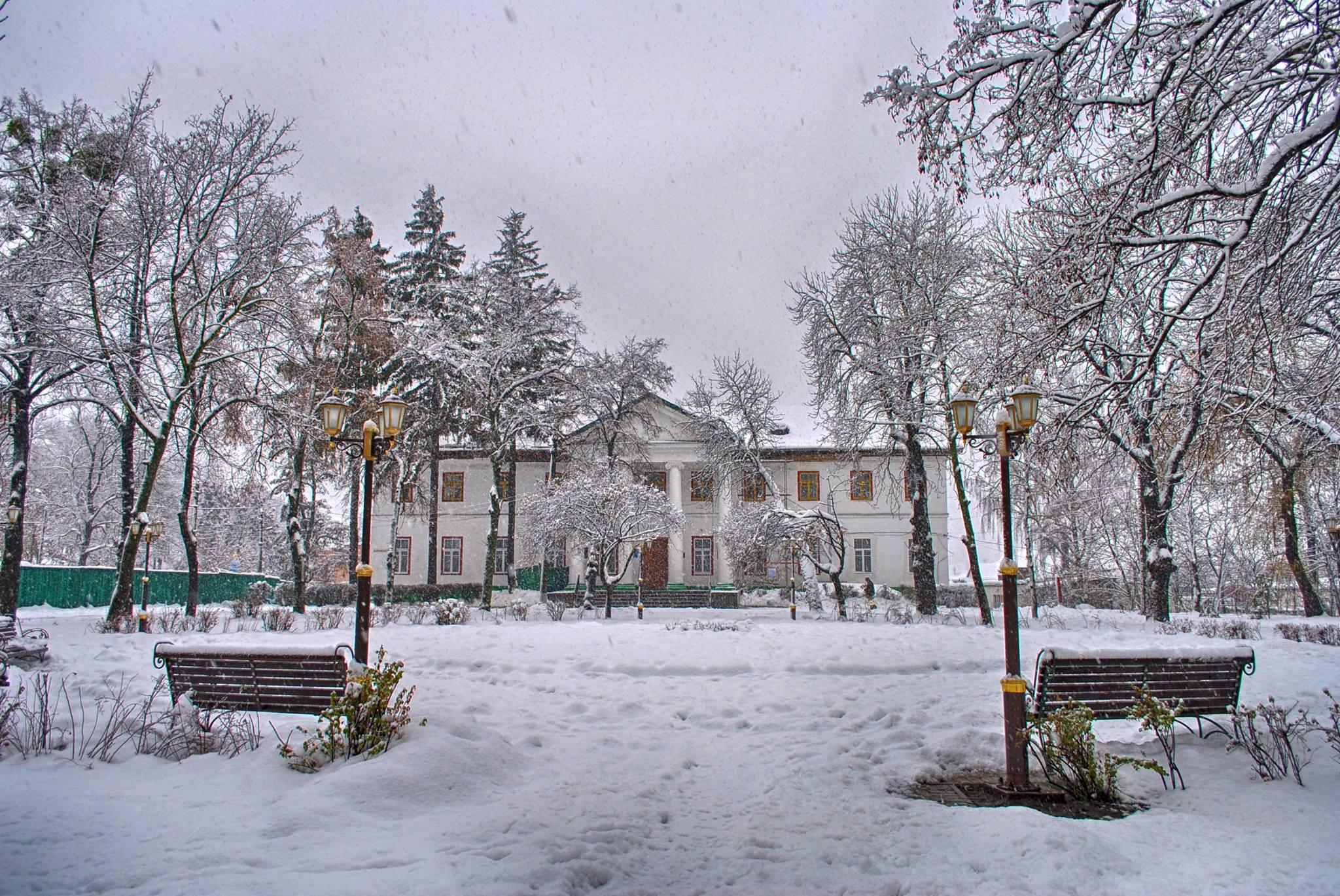
Palais d'hiver classé[13].

- Parc Alexandria de l'Académie nationale des sciences d'Ukraine,
- Ancienne grande synagogue de Bila Tserkva,
- Poste de Bila Tserkva.

## Jumelages
- Xinzhou (1997)
- Senaki (1997)
- Ostrowiec Świętokrzyski (2001)
- Krementchouk (2001)
- Púchov (2004)
- Tarnów (2007)
- District de Solomianskiy (2009)
- Bijelo Polje (2011)
- Vilnius (2011)
- Itea (2013)
- Stara Zagora (2016)
- Izmir (2016)